# Idiofone

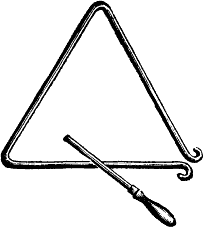
O triângulo (também conhecido como "ferrinhos") é um idiofone.

Idiofone é um instrumento musical cujo som é provocado pela sua vibração. É o próprio corpo do instrumento que vibra para produzir o som, sem a necessidade de nenhuma tensão. Esta categoria compreende a maior parte dos instrumentos executados por atrito (como o reco-reco e o guiro), por agitação (como o chocalho, caxixi e ganzá), assim como muitos instrumentos de percussão melódica, como os xilofones. Os blocos sonoros, claves e pratos são exemplos de idiofones percutidos sem intenção melódica.
Exemplos são:
- Agogô
- Afoxé
- Asalato
- Bloco sonoro
- Cajón
- Carrilhão
- Carrilhão de orquestra (Tubular Bells)
- Cowbell
- Castanhola
- Casaca
- Caxixi
- Chocalho
- Ferrinho
- Ganzá
- Kisanji
- Maraca
- Marimba
- Matraca
- Prato
- Reco-reco
- Sinos
- Sistro
- Triângulo
- Xequerê